# Atemptat al Radisson Blu de Bamako
L'atemptat al Radisson Blu de Bamako fou un atemptat amb ostatges a l'hotel Radisson Blu de Bamako, Mali, un hotel regentat per un americà amb clients de negociants internacionals i personal aeri, el 20 de novembre de 2015. Durant la intervenció de les forces especials, tots els ostatges supervivents foren alliberats.

## Atac
Dos homes armats van agafar uns 170 ostatges que inclou uns 140 clients i 30 empleats. Es creu que els fets van succeir al 7è pis de l'hotel. S'especulà que els afectats eren deu ciutadans xinesos, vint ciutadans indis, sis ciutadans americans, set ciutadans algerians que inclouen sis diplomàtics, dos ciutadans russos, dos ciutadans marroquins, set membres de Turkish Airlines. Dotze membres d'Air France eren també a l'hotel però van ser alliberats. Tres treballadors de les Nacions Unides també van ser alliberats. Molts delegats de MINUSMA eren presents a l'hotel assistint a una reunió en el procés de pau en el país. El cantant guineà Sekouba Bambino era a l'hotel al temps dels atacs, però en va aconseguir sortir il·lès.